# Penny Hardaway
|  | No s'ha de confondre amb Tim Hardaway. |

Anfernee Deon "Penny" Hardaway (Memphis, 18 de juliol de 1971) és un entrenador de bàsquet universitari i exjugador nord-americà que és l'entrenador en cap de bàsquet masculí dels Memphis Tigers de l'American Athletic Conference (AAC). Hardaway va jugar a bàsquet universitari a Memphis, i 14 temporades a la National Basketball Association (NBA), on va ser quatre vegades membre de l'NBA All-Star i membre del primer equip de l'All-NBA en un parell d'ocasions. A l'NBA es va especialitzar com un base alt poc convencional. Els seus millors anys els va passar als Orlando Magic i els primers anys en els Phoenix Suns. Hardaway va destacar com a jugador des dels inicis, però va patir constants lesions que varen anar reduint gradualment l'efectivitat del seu joc. Va jugar també pels New York Knicks de 2004 a 2006 i finalment pels Miami Heat.
L'octubre del 1995 Nike va traure una sèrie de sabatilles esportives basades amb el seu nom, les Air Penny. A partir d'aquell mateix any va protagonitzar una sèrie d'anuncis per a Nike, on apareixia un titella alter-ego seu anomenat Lil Penny.